# USS Tinsman (DE-589)
USS Tinsman (DE-589) là một tàu hộ tống khu trục lớp Rudderow từng phục vụ cùng Hải quân Hoa Kỳ trong Chiến tranh Thế giới thứ hai. Nó là chiếc tàu chiến duy nhất của Hải quân Hoa Kỳ được đặt cái tên này, theo tên thủy thủ Carl Welby Tinsman (1924-1942), người từng phục vụ cùng tàu khu trục Eberle (DD-430), đã tử trận trong hoạt động chiếm giữ tàu vượt phong tỏa Đức Quốc xã Karin tại Nam Đại Tây Dương vào ngày 10 tháng 3, 1943 và được truy tặng Huân chương Ngôi sao Bạc. Nó đã phục vụ cho đến khi chiến tranh kết thúc, xuất biên chế năm 1946, rồi cuối cùng bị bán để tháo dỡ vào năm 1973. Tinsman được tặng thưởng hai Ngôi sao Chiến trận do thành tích phục vụ trong Thế Chiến II.

## Thiết kế và chế tạo
Lớp Rudderow có thiết kế hầu như tương tự với lớp Buckley trước đó; vì giữ lại kiểu động cơ turbine-điện General Electric, cung cấp điện năng cho mô-tơ điện để dẫn động hai trục chân vịt. Lớp này còn được gọi là kiểu TEV, do hệ thống động lực Turbo-Electric và cỡ pháo 5-inch (V).
Dàn pháo chính được nâng cấp lên hai khẩu pháo 5 inch (130 mm)/38 cal trên hai tháp pháo nòng đơn, được phân bố một phía trước mũi và một phía sau tàu. Hỏa lực phòng không được nâng lên hai khẩu đội pháo phòng không Bofors 40 mm nòng đôi và mười pháo phòng không Oerlikon 20 mm. Vũ khí chống ngầm bao gồm một dàn súng cối chống tàu ngầm Hedgehog Mk. 10 (có 24 nòng và mang theo 144 quả đạn); hai đường ray Mk. 9 và tám máy phóng K3 Mk. 6 để thả mìn sâu. Con tàu vẫn giữ lại ba ống phóng ngư lôi Mark 15 21 inch (533 mm), và được trang bị radar SL dò tìm không trung và radar SC/SA dò tìm mặt biển. Thủy thủ đoàn đầy đủ bao gồm 15 sĩ quan và 168 thủy thủ.
Tinsman được đặt lườn tại Xưởng tàu Bethlehem-Hingham ở Hingham, Massachusetts vào ngày 21 tháng 12, 1943. Nó được hạ thủy vào ngày 26 tháng 6, 1944, được đỡ đầu bởi bà James Corley, chị của thủy thủ Tinsman, và nhập biên chế cùng Hải quân Hoa Kỳ vào ngày 26 tháng 6, 1944 dưới quyền chỉ huy của Hạm trưởng, Đại úy Hải quân William G. Grote.

## Lịch sử hoạt động
Sau khi hoàn tất việc trang bị, Tinsman lên đường vào ngày 21 tháng 7, 1944 cho chuyến đi thử máy huấn luyện tại khu vực Bermuda, rồi quay trở về Boston, Massachusetts vào ngày 19 tháng 8. Chuẩn bị để được điều động sang khu vực Mặt trận Thái Bình Dương, nó rời Boston vào ngày 11 tháng 10, gia nhập một đoàn tàu vận tải vào ngày hôm sau để băng qua kênh đào Panama, và đi đến Seeadler Harbor tại quần đảo Admiralty vào cuối tháng 11. Sau một lượt huấn luyện, con tàu đi đến Hollandia, New Guinea vào ngày 2 tháng 12, nơi nó gia nhập một đoàn tàu vận tải để hướng sang Leyte, Philippines.
Sau khi đi đến vịnh San Pedro vào ngày 14 tháng 12, Tinsman lên đường một tuần sau đó cho chuyến quay trở về New Guinea, thả neo tại vịnh Humboldt. Nó lại lên đường vào ngày 26 tháng 12, đi đến vùng biển ngoài khơi bán đảo Vogelkop của New Guinea để tuần tra chống tàu ngầm.
Sang đầu năm 1945, Tinsman hộ tống một đoàn tàu vận tải đi sang vịnh San Pedro, và đã rời Leyte vào ngày 6 tháng 1 hộ tống một đoàn tàu vận tải bao gồm tàu tiếp dầu, tàu kéo và sà lan đi sang vịnh Lingayen, Luzon. Máy bay tấn công tự sát Kamikaze đã tấn công đoàn tàu vào ngày 12 tháng 1; trong ngày hôm đó họ chống trả bốn lượt không kích, bắn rơi hai máy bay, và sang ngày hôm sau hỏa lực phòng không của Tinsman bắn rơi thêm một chiếc khác. Nó thả neo tại vịnh Lingayen vào ngày 14 tháng 1, rồi rút lui về Leyte vào ngày hôm sau, về đến vịnh San Pedro vào ngày 18 tháng 1, bắt đầu chuẩn bị cho hoạt động đổ bộ tiếp theo tại Philippines.
Cùng với Đội 8 Lực lượng Đổ bộ Đệ Thất hạm đội rời vịnh Leyte vào ngày 27 tháng 1, Tinsman đi đến ngoài khơi Nasugbu, Luzon vào ngày 31 tháng 1, nơi Sư đoàn 11 Nhảy dù đổ bộ lên bờ mà chỉ gặp sự kháng cự yếu ớt. Đêm hôm đó một số lượng lớn xuồng máy cảm tử Shinyo chở theo bom và chất nổ tìm cách tấn công tàu chiến Hoa Kỳ, đặc biệt nhắm vào tàu hộ tống khu trục chị em Lough (DE-586) lúc đó đang tuần tra canh phòng. Tinsman, lúc đó đang ở không xa Lough, đã trợ giúp chiến sáng cho tàu chị em chống trả những kẻ tấn công tự sát, đánh chìm ít nhất sáu chiếc. Tinsman rời Luzon vào ngày 2 tháng 2, hộ tống một đoàn tàu vận tải hướng sang Mindoro, rồi trong suốt tháng 2 đã tiếp tục vai trò hộ tống vận tải giữa vịnh Mangarin và vịnh Nasugbu.
Vào đầu tháng 3, Tinsman rời vịnh Leyte để đi đến New Guinea, và sau khi được tiếp liệu con tàu quay trở lại Philippines, tiếp nối vai trò hộ tống vận tải. Đến giữa tháng 4, nó thực hiện một chuyến đi đến Palau; và sang tháng 7 lại có lượt viếng thăm Ulithi và Hollandia trước khi quay trở lại Philippines. Sau khi Nhật Bản chấp nhận đầu hàng vào ngày 15 tháng 8, giúp chấm dứt vĩnh viễn cuộc xung đột, nó vẫn ở lại khu vực Viễn Đông, chủ yếu tại Philippines, nhưng cũng ghé đến Hollandia và Thiên Tân, Trung Quốc. Lên đường vào ngày 29 tháng 11 để quay trở về Hoa Kỳ, nó đi ngang qua Eniwetok và Trân Châu Cảng trước khi về đến San Pedro, Los Angeles vào ngày 18 tháng 12.
Tinsman được kéo đến San Diego, nơi nó được cho xuất biên chế vào ngày 11 tháng 5, 1946 hoặc ngày 24 tháng 6, 1946, và đưa về Hạm đội Dự bị Thái Bình Dương. Nó được rút tên khỏi danh sách Đăng bạ Hải quân vào ngày 1 tháng 11, 1969 hoặc ngày 15 tháng 5, 1972, rồi cuối cùng bị bán cho hãng Levin Metals Co. tại San Jose, California để tháo dỡ vào ngày 14 tháng 9, 1973.

## Phần thưởng
Tinsman được tặng thưởng hai Ngôi sao Chiến trận do thành tích phục vụ trong Thế Chiến II.
|                           |  |  |
| Bronze star · Bronze star |  |  |

| Dãi băng Hoạt động Tác chiến (truy tặng)                                | Dãi băng Hoạt động Tác chiến (truy tặng) | Huân chương Chiến dịch Hoa Kỳ        | Huân chương Chiến dịch Hoa Kỳ                  |
| Huân chương Chiến dịch Châu Á-Thái Bình Dương với 2 Ngôi sao Chiến trận | Huân chương Chiến thắng Thế Chiến II     | Huân chương Chiến thắng Thế Chiến II | Huân chương Giải phóng Philippine (Philippine) |